# Li Qiang
Li Qiang (4 de gener de 1989) és un esportista xinès que competeix en piragüisme en la modalitat d'aigües tranquil·les, guanyador de dues medalles de plata al Campionat Mundial de Piragüisme els anys 2010 i 2015. Va participar en dos Jocs Olímpics d'Estiu els anys 2008 i 2012, la seva millor actuació va ser un sisè lloc assolit a Pequín 2008 en la prova de C1 500 m.

## Palmarès internacional
| Campionat Mundial | Campionat Mundial | Campionat Mundial | Campionat Mundial |
| Any               | Lloc              | Medalla           | Esdeveniment      |
| ----------------- | ----------------- | ----------------- | ----------------- |
| 2010              | Poznań ( Polònia) | 2                 | C1 500 m          |
| 2015              | Milà ( Itàlia)    | 2                 | C1 200 m          |